# Бранко Варошлија
Бранко Варошлија био је романсијер и критичар. Рођен је 1. јануара 1934. године у Вучитрну. Радио је као драматург у Македонском народном позоришту и новинар у листу „Нова Македонија”. Био је члан Друштва писаца Македоније од 1958. године.
Написао: Последниот лет на птицата селица (роман, 1968), Осамени минувачи (раскази, 1975).